# María del Carmen Rovira Gaspar
María del Carmen Rovira Gaspar (Huelva, España; 27 de julio de 1923-Ciudad de México, 19 de septiembre de 2021) fue una filósofa, historiadora, ensayista, profesora e investigadora española en la Universidad Nacional Autónoma de México. Llegó a México en 1939, luego de que el régimen franquista presionó la salida de cualquier persona socialista de España.  Perteneció al Sistema Nacional de Investigadores (SNI-Conacyt) y fue una de las académicas más distinguidas de la Facultad de Filosofía y Letras de la Universidad Nacional Autónoma de México (UNAM).

## Vida académica
Nació en Huelva, España, el 27 de julio de 1923. Hija de padres españoles con ideales socialistas, sufrió el exilio que el régimen franquista provocó a muchos ciudadanos. Empezó sus estudios en el Colegio Santo Ángel de la Guarda, institución decana de la provincia de Huelva, pero pronto se marchó al exilio. Inició sus estudios en la Preparatoria Española tras su llegada a México en 1939; su campo de estudio estaba encaminado a la biología y las ciencias naturales hasta que su maestro Rubén Landa «le explicara el Discurso del Método cartesiano y la maravilla que significaba la precisión y la certeza.»
Posteriormente ingresó a la Facultad de Filosofía y Letras de la UNAM, en donde conoció a su maestro y mentor José Gaos quien la incluyó, desde el segundo semestre de la licenciatura, en el Seminario para el Estudio del Pensamiento en los países de Lengua Española, el cual compartió con compañeros como Luis Villoro, Fernando Salmerón, Elsa Cecilia Frost, Vera Yamuni, Ricardo Guerra, entre otros.
Su trayectoria como docente comenzó rápidamente, pues mientras cursaba sus estudios de licenciatura, José Gaos la dejó a cargo de sus clases de Filosofía en la Universidad Femenina de México. Fue en ese momento cuando tuvo como alumna a Juliana González Valenzuela, que también se convirtió en una destacada filósofa mexicana. Del paso de Carmen Rovira por la Universidad Femenina, la misma Juliana González recordó que fue en sus clases donde inició su inquietud por estudiar filosofía.
En 1955, Carmen Rovira obtuvo los grados de Licenciatura y Maestría en Filosofía al presentar su tesis Eclécticos portugueses del siglo XVIII y algunas de sus influencias en América, bajo la dirección de José Gaos y con el auspicio de una beca de El Colegio de México, institución que la publicó como su primer libro en 1958.

Hacia 1956 Rovira comenzó su tesis de Doctorado, nuevamente bajo la dirección de José Gaos. En una carta a Alfonso Reyes, quien por entonces era director de El Colegio de México, Gaos le comentó al respecto: 
Carmen Rovira inició con el año la tesis de doctorado. Habiendo sido la de maestría una aportación más a la historia del eclecticismo en que anda empeñado el seminario desde sus comienzos, pareció indicado que el tema de doctorado perteneciese aún a la misma historia, pero representase un grado más alto de tipo de labor [...] Si Carmen Rovira tiene suerte en encontrar el material que necesita, para lo que será indispensable que funcione por fin la Biblioteca Nacional, y en elaborarlo adecuadamente, su tesis puede ser un libro de veras importante.
Un año después, Gaos escribió de nuevo a Alfonso Reyes para darle cuenta de los avances de tesis de Carmen Rovira: 
Carmen Rovira hizo lo que pudo, dado el estado, ya no actual, sino que empieza a ser añejo y amenaza dar al traste con trabajos como este, de la Biblioteca Nacional; hasta poco antes del momento de dar a luz. A partir de entonces, no he vuelto a saber de ella sino indirectamente, lo que no ha dejado de extrañarme y me hace temer que, si no lo fue el matrimonio, sea la maternidad un obstáculo serio para la regular prosecución de su carrera profesional.
El comentario de José Gaos no fue sino una suposición, pues Rovira regresó a sus labores académicas en 1964 cuando ingresó como profesora en la Escuela Nacional Preparatoria No. 4 “Vidal Castañeda y Nájera. Posteriormente en 1973 se incorporó como académica a la Facultad de Filosofía y Letras, institución en donde impartIó clases hasta su fallecimiento.
En 1973 junto con otros profesores, fue fundadora de la licenciatura en Filosofía del Sistema de Universidad Abierta (SUA) en la Facultad de Filosofía y Letras de la UNAM; desde 1979 hasta 1984 ejerció el cargo de auxiliar académico administrativo de la carrera de filosofía en el SUA. 
A partir de enero de 1991 su interés por el pensamiento filosófico mexicano la llevó a formar un grupo de investigación para elaborar una historia de las ideas filosóficas en México en el siglo XIX y XX. Entre algunos de sus alumnos distinguidos que formaron parte de este proyecto se encuentran: Carlos Lepe Pineda, Amalia Xóchitl López Molina, José Ma. Camorlinga y Alberto Núñez Merchand. Algunos otros colaboradores con los que contó fueron: Emma Luz Aceves, Rosa Krause y Rosa Elena Pérez de la Cruz. Fruto de ese trabajo, en 1997 se publicó en la UNAM: Una aproximación a la historia de las ideas filosóficas en México. Siglo XIX y principios del XX. Posteriormente fue editada la Antología en tres volúmenes Pensamiento Filosófico Mexicano del siglo XIX y primeros años del XX, publicada por la UNAM entre 1998 y 2001. Ambas obras fueron coordinadas y compiladas por Carmen Rovira y cuentan con colaboraciones de su grupo de investigación.
En 1994 fue nombrada coordinadora del Colegio de Filosofía en el sistema escolarizado de la Facultad de Filosofía y Letras de la UNAM, asimismo en el mes de febrero forma un grupo de investigación interdisciplinario para traducir y divulgar el pensamiento de filósofos mexicanos del siglo XVIII como Francisco Javier Alegre, Pedro José Márquez y Juan Benito Díaz de Gamarra, conformado por docentes entre los que destacan: Carolina Ponce Hernández, Tania Alarcón, Juan Gualberto López y Leticia López. 
En 1997 forma un grupo de investigación para estudiar las polémicas filosófico-político-religiosas del siglo XIX en México, con destacados integrantes como Antolín Sánchez Cuervo y Alberto Núñez Merchand.
En marzo de 2001 obtuvo el grado de doctora en filosofía en la Facultad de Filosofía y Letras de la UNAM con Mención Honorífica, con la tesis: Francisco de Vitoria. España y América. El poder y el hombre. Ese mismo año fue nombrada coordinadora y compiladora de las obras completas del filósofo mexicano Ezequiel A. Chávez, que han sido publicadas por El Colegio Nacional entre 2002 y 2011.

## Pensamiento filosófico medieval y mexicano
Siguiendo el pensamiento de su maestro José Gaos respecto a la noción de historia de filosofía es la única base correcta para una teoría de la filosofía, diferente a la de su profesor Ortega y Gasset quien creía que la historia de la filosofía era la suma de aciertos y errores de la razón, Carmen Rovira en su tesis manifestó las preocupaciones que Gaos le había heredado con lo cual tuvo como fundamento la necesidad de una comprensión correcta de la historia para lograr una forma de razonamiento adecuada. De aquí la necesidad de obtener fuentes directas e información sólida que clarificara autores o corrientes de pensamiento. Rovira apeló siempre a esto y en su vida académica siempre buscó la manera de hacer monografías o biografías de autores y corrientes de pensamiento de siglos pasados. 
Rovira afirmó que la lectura de interpretaciones siempre está orientada hacía una corriente de pensamiento, la contamina o empapa dependiendo del autor; si un autor hegeliano da una interpretación a cerca de alguna obra, inmediatamente observará lo que busca y criticará o pondrá menos atención a los aspectos externos a dicha corriente, por el contrario si un estudiante, investigador, o cualquier lector lee directamente la fuente o una traducción de la misma, podrá generar una interpretación y razonamiento más sólidos y críticos.
La insistencia de la necesidad de la lectura de las fuentes directas fue especialmente remarcada para el pensamiento filosófico mexicano y la Edad Media.

#### Hacia el rescate de las fuentes directas y las buenas traducciones
El esfuerzo de Rovira como académica de tiempo completo estuvo localizado en lograr correctas traducciones, interpretaciones y lecturas de fuentes directas del periodo histórico, corriente de pensamiento o autor.
Carmen Rovira afirmó que el medievo no fue un periodo, como muchos piensan, de ignorancia y oscurantismo, sino una época en la cual se desarrolló una importante filosofía que influyó en el Renacimiento y en la que surgieron importantes teólogos y pensadores, como De Aquino y Averroes, quienes en su momento propusieron modelos paradigmáticos de pensamiento, opuestos entre sí.
Así sus estudios estuvieron dedicados esencialmente a la comparación de traducciones o interpretaciones en la historia respecto a obras directas. Respecto al pensamiento novohispano afirmaba que existió una franca inclinación a la teología positiva. Postura que después de una larga historia en la reforma de la teología se constituye en una nueva visión planteada por John Mayor. También concibió que en la Nueva España Sor Juana Inés de la Cruz es la primera que la introduce e influye en la manera de concebir la teología de Hidalgo, entre otros.

En México han existido diversas escuelas filosóficas, pensadores, tradiciones y una gran cantidad de obras escritas por filósofos. La filósofa Carmen Rovira se ha dedicado a estudiar esas manifestaciones a lo largo de distintas épocas, desde el siglo XVI hasta el siglo XX. Una categoría que Rovira ha aportado para el análisis hermenéutico de la historia de la filosofía mexicana es la de Discurso: “cada Discurso reúne a los pensadores mexicanos de la época coincidentes en una corriente filosófica, ideológica y política.” Algunos de los “discursos” que Carmen Rovira encontró en la filosofía mexicana del siglo XIX y principios del XX, con lo que expuso la diversidad de corrientes filosóficas que se han cultivado en México, son: discurso liberal, discurso positivista, discurso escolástico, discurso cosmológico, discurso lógico-epistémico, discurso de la filosofía del derecho, discurso anarquista, discurso antisocialista, entre otros. Abundando en la noción de discurso, Carmen Rovira explicó:
Se maneja el término Discurso como noción relacionada con el concepto logos en la tradición aristotélico-escolástica. El Discurso es siempre enunciativo. El Discurso como un decir de carácter explicativo y resolutivo, a su vez, de una posición filosófica, ideológico-política, religiosa y en general cultural. Es así como el Discurso implica una toma de posición ante una situación o problema, intentando lograr una solución idónea.
Rovira ha sido profesora de múltiples alumnos de preparatoria y universidad en múltiples escuelas y contextos sociales por lo que defendió ante todo la educación filosófica en México, incluso del rumor de la desaparición de la asignatura que se había propuesto en 2009 a lo que respondió la académica: 
afirmó que quienes impulsan estos cambios no tienen ni idea de lo que es el hombre, su formación, tradición y cultura.

## Premios y reconocimientos
Ha recibido múltiples premios y reconocimientos a lo largo de su carrera entre los que destacan la medalla Valentín Gómez Farías en 1984 el mérito de Diploma y medalla al mérito universitario por docencia, investigación y difusión de la cultura en 1989. En 2006 recibió el Premio Universidad Nacional; en 2007 la medalla Alonso de la Veracruz y en 2008 el reconocimiento Sor Juana Inés de la Cruz así como el reconocimiento Escuela Nacional de Altos Estudios.
En 2013 la Facultad de Filosofía y Letras realizó un homenaje a los 50 años de magisterio filosófico; en 2016 recibió un galardón por parte del Gobierno de la Ciudad de México nombrándola Ángel de la Ciudad.
En enero de 2020, fue designada Hija Predilecta de la ciudad de Huelva, donde nació.

## Obras

### Como autora
- Eclécticos portugueses del siglo XVIII y algunas de sus influencias en América. El Colegio de México y Fondo de Cultura Económica. 1ª edición, 1958.
- Eclécticos portugueses del siglo XVIII y algunas de sus influencias en América. UNAM, 1ª reimpresión, 1979.
- Francisco de Vitoria. España y América. El poder y el hombre. Miguel Ángel Porrúa; Cámara de Diputados, México, 2004.
- Dos utopías mexicanas del siglo XIX. Francisco Severo Maldonado y Ocampo y Juan Nepomuceno Adorno. Universidad de Guanajuato, México, 2013.

### Como compiladora
- Bibliografía mexicana filosófica y polémica: primera mitad del siglo XIX, Rovira Gaspar, Ma. del Carmen (Coordinadora). UNAM, México, 1993.
- La tarea de Samuel Ramos y José Gaos. A 50 años de la apertura de la cátedra de Filosofía en México en la Facultad de Filosofía y Letras. Ma. del Carmen Rovira Gaspar (Coordinadora), UNAM: FFyL; DGAPA, 1994.
- Aproximaciones al siglo XIX mexicano. Visión interdisciplinaria. Ma. del Carmen Rovira Gaspar (Coordinadora). UNAM: FFyL; DGAPA, 1995.
- Una aproximación a la historia de las ideas filosóficas en México. Siglo XIX y principios del XX. Coordinación, introducción y textos: Ma. del Carmen Rovira Gaspar. 1ª ed. UNAM; DGAPA, México, 1997.
- Fray Juan Benito Díaz de Gamarra y Dávalos. Elementos de la filosofía moderna. Volumen II (Antología). Rovira Gaspar, María del Carmen y Ponce Hernández, Carolina (Compiladoras). UNAM: Dirección General de Asuntos de Personal Académico, Universidad Autónoma del Estado de Hidalgo,     1998.
- Pensamiento Filosófico Mexicano del siglo XIX y primeros años del XX. Tomo I. Ma. del Carmen Rovira Gaspar (Coordinadora y compiladora), Carlos Lepe, Xochitl López,     Alberto Núñez y Rosa Elena Pérez (compiladores), UNAM: Coordinación de Humanidades, México, 1998. (Colección: Lecturas Universitarias 41).
- Pensamiento Filosófico Mexicano del siglo XIX y primeros años del XX. Tomo II. Ma. del Carmen Rovira Gaspar (Coordinadora y compiladora), Arturo Almaguer, José Ma. Camorlinga, Carlos Lepe, Xochitl López, Alberto Núñez y Rosa Elena Pérez (compiladores), UNAM: Coordinación de Humanidades, México, 1999. (Colección: Lecturas Universitarias 42).
- Pensamiento filosófico mexicano del siglo XIX y primeros años del XX. Tomo III. Ma. del Carmen Rovira Gaspar (Coordinadora y compiladora), UNAM: Coordinación de Humanidades, México, 2001. (Colección: Lecturas Universitarias 43).
- Ezequiel A. Chávez, Obras: I: Resumen científico de los principios de moral de Herbert Spencer: resumen sintético del sistema de lógica de John Stuart Mill. Ma. del Carmen Rovira Gaspar (Recopilación, presentación,     introducción y nota biográfica), El Colegio Nacional, México, 2002.
- Ezequiel A. Chávez, Obras: II: Filosofía y autobiografía: mi credo, dios,     el universo y la libertad: ¿de dónde venimos y a dónde vamos? Ma. del Carmen Rovira Gaspar (Recopilación e introducción), El Colegio Nacional, México, 2002.
- Antología. Instituciones teológicas de Francisco Javier Alegre. Ejercitaciones arquitectónicas. Dos antiguos monumentos de arquitectura mexicana de Pedro Márquez. Ma. del Carmen Rovira Gaspar y Carolina Ponce (compilación y estudio crítico), UNAM: FFYL: DGAPA, UAEMex, México, 2007.
- Ezequiel A. Chávez, Obras: III: Glosario e índice biográfico de la obra:     ¿de dónde venimos y a dónde vamos? Ma. del Carmen Rovira Gaspar     (Recopilación y prólogo), El Colegio Nacional, México, 2007.
- Ezequiel A. Chávez, Obras: IV: Hacia el futuro. Reflexionando. Senderos de antaño derroteros de ogaño. Ma. del Carmen Rovira Gaspar     (Recopilación y prólogo), El Colegio Nacional, México, 2009.
- Una aproximación a la historia de las ideas filosóficas en México. Siglo XIX y principios del XX. Tomo I. Coordinación, introducción y textos:     Ma. del Carmen Rovira Gaspar. 2ª ed., Universidad Autónoma de Madrid;     Universidad Autónoma de Querétaro; Universidad de Guanajuato; UNAM;     México, 2010.
- Ezequiel A. Chávez, Obras: V: Escritos inéditos, Ma. del Carmen Rovira Gaspar (Recopilación y prólogo), El Colegio Nacional, México, 2011.
- Una aproximación a la historia de las ideas filosóficas en México. Siglo XIX y principios del XX. Tomo II. Coordinación, introducción y textos: Ma. del Carmen Rovira Gaspar. 2ª ed., Universidad Autónoma de Madrid; Universidad Autónoma de Querétaro; Universidad de Guanajuato;     UNAM; México, 2011.
- Los jóvenes hablan sobre filosofía mexicana. Ma. cel Carmen Rovira Gaspar y Andrea Mora     (Coordinadoras). Editorial Torres Asociados, México, 2015.